# Rafig Mehdiyev
Rafig Mahmud oglu Mehdiyev (en azerí: Rafiq Mahmud oğlu Mehdiyev; Shabuz, 10 de junio de 1933 – Bakú, 28 de noviembre de 2009) fue un pintor de Azerbaiyán, Artista del pueblo de la República de Azerbaiyán.

## Biografía
Rafig Mehdiyev nació el 10 de junio de 1933 en Shahbuz. En 1948-1953 estudió en la Escuela Estatal de Arte de Azerbaiyán en nombre de Azim Azimzade. En 1958 se graduó de la Facultad de la Universidad Estatal de Artes de Moscú. Trabajó en la Escuela Estatal de Arte de Azerbaiyán, la Academia Estatal de Artes de Azerbaiyán. Fue miembro de la Unión de Artistas de Azerbaiyán. En 1992 fue nombrado Artista del pueblo de la República de Azerbaiyán.
Rafig Mehdiyev murió el 28 de noviembre de 2009 en Bakú.

## Premios y títulos
- Artista de Honor de la RSS de Azerbaiyán (1980)[3]
- Artista del pueblo de la República de Azerbaiyán (1992)